# 500 Miglia di Indianapolis 1952
La 500 Miglia di Indianapolis 1952 è stata la prima prova della stagione 1952 della American Championship car racing e inclusa come seconda prova della stagione 1952 del campionato mondiale di Formula 1. La gara si è tenuta venerdì 30 maggio sull'ovale dell'Indianapolis Motor Speedway ed è stata vinta dallo statunitense Troy Ruttman su Kuzma-Offenhauser, al primo successo nella American Championship car racing e all'unico in Formula 1; Ruttman ha preceduto all'arrivo i connazionali Jim Rathmann e Sam Hanks su Kurtis Kraft-Offenhauser.
Con 22 anni, 2 mesi e 19 giorni di età, Troy Ruttman diventa il più giovane vincitore di un Gran Premio di Formula 1 — battuto 51 anni dopo da Fernando Alonso, il quale vincerà il Gran Premio d'Ungheria 2003 all'età di 22 anni e 26 giorni — e della 500 Miglia di Indianapolis.

## Vigilia

### Aspetti sportivi

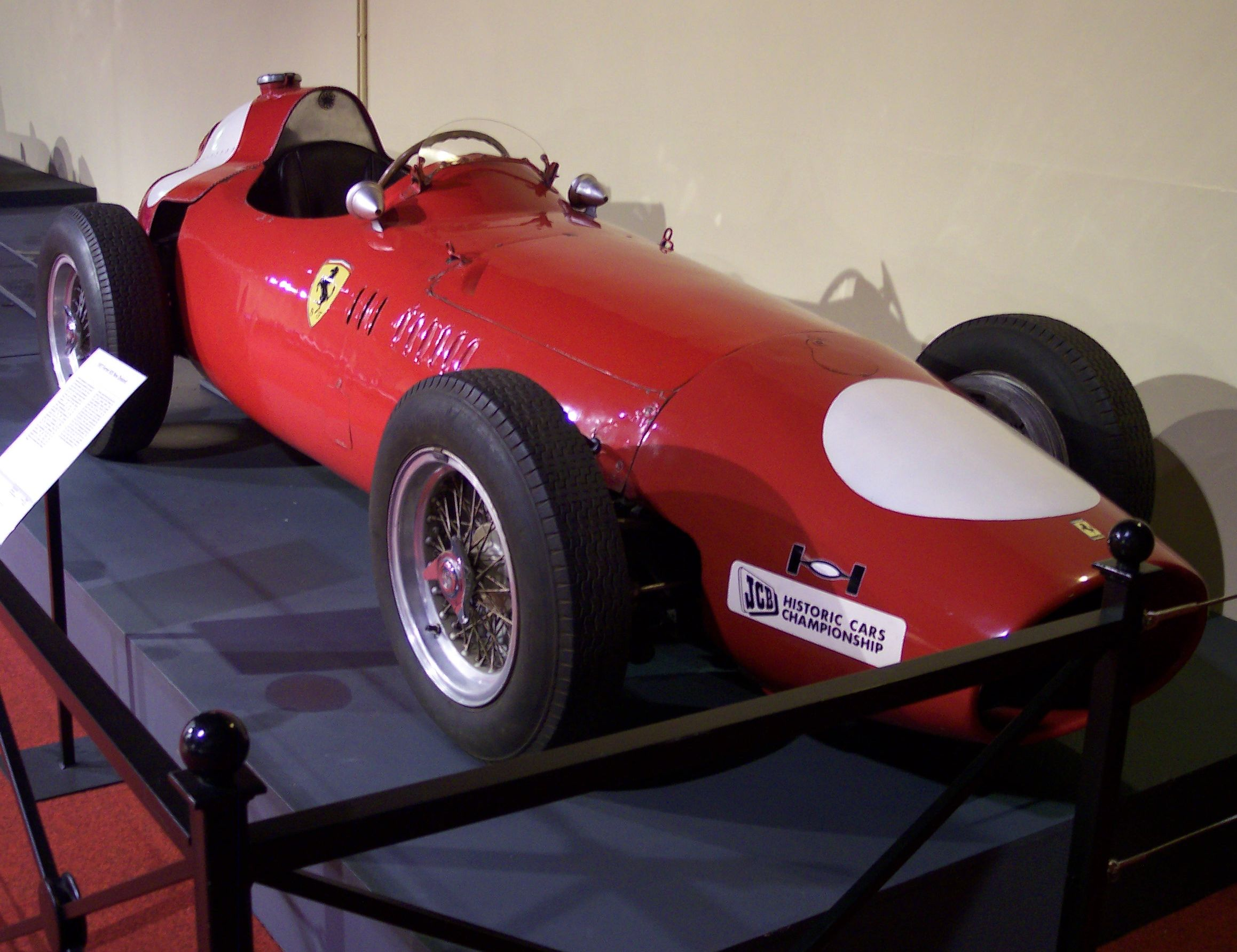
La Ferrari 375 Indy di Alberto Ascari

La gara rappresenta il secondo appuntamento stagionale a distanza di due settimane dalla disputa del Gran Premio di Svizzera, prima gara del campionato. Svolto in America, si tratta dell'unico evento del calendario mondiale che si disputa fuori dall'Europa. La 500 Miglia di Indianapolis giunge alla trentaseiesima edizione e alla terza valida per il campionato mondiale di Formula 1, per la quale costituisce per la seconda volta di fila la seconda prova stagionale. La tappa statunitense si corre dopo l'Eifelrennen e il Gran Premio di Parigi, due gare extra calendario di Formula 2 disputate ambo il 25 maggio rispettivamente sul Nürburgring e sul circuito di Montlhéry.
Alla gara partecipò anche la Scuderia Ferrari, la quale si presentò con una 375 Indy, basata sulla 375 F1, guidata dal pilota Alberto Ascari.

## Qualifiche

### Risultati
Nella sessione di qualifica si è avuta questa situazione:
| Pos                                     | Nº | Pilota            | Costruttore              | Tempo   | Griglia |
| --------------------------------------- | -- | ----------------- | ------------------------ | ------- | ------- |
| 1                                       | 28 | Fred Agabashian   | Kurtis Kraft-Cummins     | 4'20"85 | 1       |
| 2                                       | 9  | Andy Linden       | Kurtis Kraft-Offenhauser | 4'22"77 | 2       |
| 3                                       | 4  | Jack McGrath      | Kurtis Kraft-Offenhauser | 4'23"42 | 3       |
| 4                                       | 36 | Duke Nalon        | Kurtis Kraft-Novi        | 4'24"34 | 4       |
| 5                                       | 18 | Sam Hanks         | Kurtis Kraft-Offenhauser | 4'25"22 | 5       |
| 6                                       | 1  | Duane Carter      | Lesovsky-Offenhauser     | 4'25"64 | 6       |
| 7                                       | 98 | Troy Ruttman      | Kuzma-Offenhauser        | 4'25"95 | 7       |
| 8                                       | 26 | Bill Vukovich     | Kurtis Kraft-Offenhauser | 4'20"47 | 8       |
| 9                                       | 22 | Cliff Griffith    | Kurtis Kraft-Offenhauser | 4'23"51 | 9       |
| 10                                      | 59 | Jim Rathmann      | Kurtis Kraft-Offenhauser | 4'24"04 | 10      |
| 11                                      | 16 | Chuck Stevenson   | Kurtis Kraft-Offenhauser | 4'24"43 | 11      |
| 12                                      | 2  | Henry Banks       | Lesovsky-Offenhauser     | 4'24"78 | 12      |
| 13                                      | 65 | George Fonder     | Sherman-Offenhauser      | 4'24"81 | 13      |
| 14                                      | 54 | George Connor     | Kurtis Kraft-Offenhauser | 4'25"47 | 14      |
| 15                                      | 7  | Bill Schindler    | Stevens-Offenhauser      | 4'26"69 | 15      |
| 16                                      | 14 | Joe James         | Kurtis Kraft-Offenhauser | 4'26"76 | 16      |
| 17                                      | 55 | Bobby Ball        | Stevens-Offenhauser      | 4'27"21 | 17      |
| 18                                      | 67 | Gene Hartley      | Kurtis Kraft-Offenhauser | 4'27"97 | 18      |
| 19                                      | 12 | Alberto Ascari    | Ferrari                  | 4'28"04 | 19      |
| 20                                      | 33 | Art Cross         | Kurtis Kraft-Offenhauser | 4'28"08 | 20      |
| 21                                      | 77 | Jimmy Bryan       | Kurtis Kraft-Offenhauser | 4'28"37 | 21      |
| 22                                      | 34 | Rodger Ward       | Kurtis Kraft-Offenhauser | 4'28"38 | 22      |
| 23                                      | 37 | Jimmy Reece       | Kurtis Kraft-Offenhauser | 4'28"67 | 23      |
| 24                                      | 81 | Eddie Johnson     | Trevis-Offenhauser       | 4'28"71 | 24      |
| 25                                      | 93 | Bob Scott         | Kurtis Kraft-Offenhauser | 4'28"75 | 25      |
| 26                                      | 29 | Jim Rigsby        | Watson-Offenhauser       | 4'28"85 | 26      |
| 27                                      | 21 | Chet Miller       | Kurtis Kraft-Novi        | 4'18"93 | 27      |
| 28                                      | 8  | Manny Ayulo       | Lesovsky-Offenhauser     | 4'24"74 | 28      |
| 29                                      | 48 | Spider Webb       | Bromme-Offenhauser       | 4'24"78 | 29      |
| 30                                      | 27 | Tony Bettenhausen | Deidt-Offenhauser        | 4'25"91 | 30      |
| 31                                      | 5  | Johnnie Parsons   | Kurtis Kraft-Offenhauser | 4'26"02 | 31      |
| 32                                      | 73 | Bob Sweikert      | Kurtis Kraft-Offenhauser | 4'26"70 | 32      |
| 33                                      | 31 | Johnny McDowell   | Kurtis Kraft-Offenhauser | 4'28"78 | 33      |
| Griglia di partenza limitata a 33 posti |    |                   |                          |         |         |
| NQ                                      | 3  | Walt Faulkner     | Pankratz-Offenhauser     |         | –       |
| NQ                                      | 10 | Paul Russo        | Kurtis Kraft-Offenhauser |         | –       |
| NQ                                      | 15 | Bobby Ball        | Schroeder-Offenhauser    |         | –       |
| NQ                                      | 19 | Danny Kladis      | Deidt-Offenhauser        |         | –       |
| NQ                                      | 23 | Carl Forberg      | Maserati-Offenhauser     |         | –       |
| NQ                                      | 25 | Neal Carter       | Kurtis Kraft-Offenhauser |         | –       |
| NQ                                      | 32 | Allen Heath       | Kurtis Kraft-Offenhauser |         | –       |
| NQ                                      | 35 | Johnny Mauro      | Ferrari                  |         | –       |
| NQ                                      | 39 | Jud Larson        | Meyer-Offenhauser        |         | –       |
| NQ                                      | 41 | Jackie Holmes     | Maserati-Offenhauser     |         | –       |
| NQ                                      | 47 | Bill Taylor       | Lesovsky-Offenhauser     |         | –       |
| NQ                                      | 52 | Bill Cantrell     | Ewing-Offenhauser        |         | –       |
| NQ                                      | 53 | Joe Barzda        | Maserati-Offenhauser     |         | –       |
| NQ                                      | 56 | Frank Luptow      | Ewing-Offenhauser        |         | –       |
| NQ                                      | 58 | Buzz Barton       | Rae-Offenhauser          |         | –       |
| NQ                                      | 61 | Jim Jackson       | Kurtis Kraft-Offenhauser |         | –       |
| NQ                                      | 63 | Dick Fraizer      | Stevens-Offenhauser      |         | –       |
| NQ                                      | 64 | Jimmy Daywalt     | Kurtis Kraft-Novi        |         | –       |
| NQ                                      | 66 | Mike Nazaruk      | Kurtis Kraft-Offenhauser |         | –       |
| NQ                                      | 68 | Duke Dinsmore     | Miller                   |         | –       |
| NQ                                      | 69 | Bayliss Levrett   | Kurtis Kraft-Offenhauser |         | –       |
| NQ                                      | 74 | Peter Hahn        | Snowberger-Offenhauser   |         | –       |
| NQ                                      | 76 | Doc Shanebrook    | Pawl-Offenhauser         |         | –       |
| NQ                                      | 82 | Johnny Fedricks   | Kurtis Kraft-Cadillac    |         | –       |
| NQ                                      | 84 | Ottis Stine       | Scopa-Offenhauser        |         | –       |
| NQ                                      | 88 | George Tichenor   | Kurtis Kraft-Offenhauser |         | –       |
| NQ                                      | 92 | Chuck Weyant      | Koehnle-Offenhauser      |         | –       |
| NQ                                      | 96 | Gene Force        | Schroeder-Offenhauser    |         | –       |

## Gara

### Resoconto

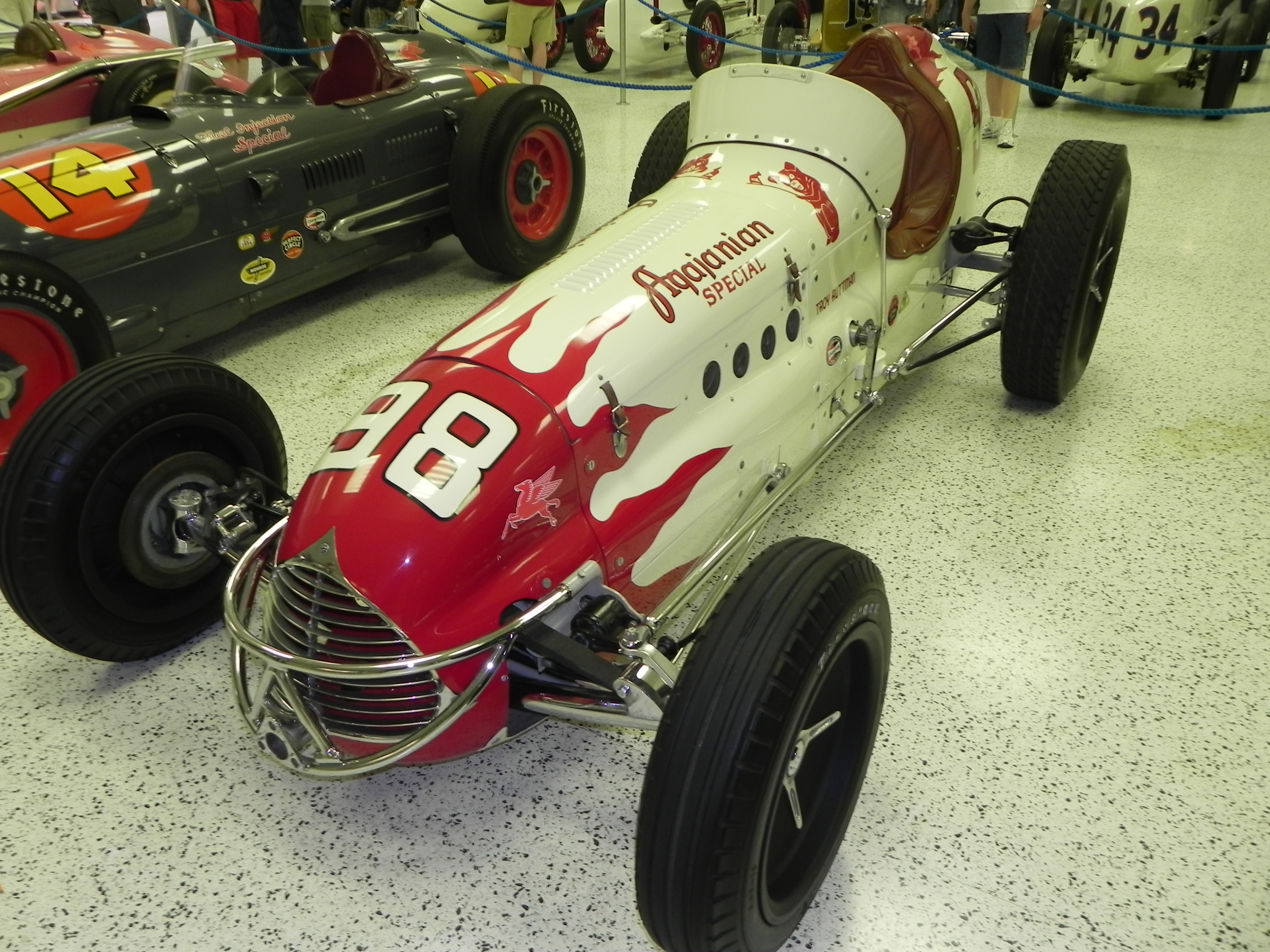
La vettura vincitrice

Bill Vukovich, dopo aver preso la testa al 7º giro, ha condotto la gara per 150 giri, ma a 9 giri dalla fine ha dovuto ritirarsi a causa della rottura di un tirante dello sterzo. Lo statunitense è comunque riuscito a fermare la sua vettura contro il muro esterno, impedendo ad altre auto di essere coinvolte in un incidente, e conquista un punto avendo segnato il giro più veloce della gara.
Alberto Ascari, alla sua unica partecipazione alla 500 Miglia di Indianapolis, parte dalla diciannovesima posizione ma è costretto al ritiro a causa della rottura del mozzo di una ruota. Viene classificato 31º. Per l'italiano è l'unica gara alla quale ha partecipato e non ha vinto nella stagione 1952.
Il quinto classificato Art Cross è stato votato come Indianapolis 500 Rookie of the Year.

### Risultati
I risultati del Gran Premio sono i seguenti:
| Pos | Nº | Pilota            | Costruttore              | Giri | Tempo/Ritiro        | Griglia | Punti |
| --- | -- | ----------------- | ------------------------ | ---- | ------------------- | ------- | ----- |
| 1   | 98 | Troy Ruttman      | Kuzma-Offenhauser        | 200  | 3h52'41"88          | 7       | 8     |
| 2   | 59 | Jim Rathmann      | Kurtis Kraft-Offenhauser | 200  | +4'02"33            | 10      | 6     |
| 3   | 18 | Sam Hanks         | Kurtis Kraft-Offenhauser | 200  | +6'11"61            | 5       | 4     |
| 4   | 1  | Duane Carter      | Lesovsky-Offenhauser     | 200  | +6'48"34            | 6       | 3     |
| 5   | 33 | Art Cross         | Kurtis Kraft-Offenhauser | 200  | +8'40"15            | 20      | 2     |
| 6   | 77 | Jimmy Bryan       | Kurtis Kraft-Offenhauser | 200  | +9'24"32            | 21      |       |
| 7   | 37 | Jimmy Reece       | Kurtis Kraft-Offenhauser | 200  | +10'35"24           | 23      |       |
| 8   | 54 | George Connor     | Kurtis Kraft-Offenhauser | 200  | +12'00"61           | 14      |       |
| 9   | 22 | Cliff Griffith    | Kurtis Kraft-Offenhauser | 200  | +12'23"76           | 9       |       |
| 10  | 5  | Johnnie Parsons   | Kurtis Kraft-Offenhauser | 200  | +13'37"78           | 31      |       |
| 11  | 4  | Jack McGrath      | Kurtis Kraft-Offenhauser | 200  | +14'21"72           | 3       |       |
| 12  | 29 | Jim Rigsby        | Watson-Offenhauser       | 200  | +16'05"10           | 26      |       |
| 13  | 14 | Joe James         | Kurtis Kraft-Offenhauser | 200  | +16'55"65           | 16      |       |
| 14  | 7  | Bill Schindler    | Stevens-Offenhauser      | 200  | +18'48"66           | 15      |       |
| 15  | 65 | George Fonder     | Sherman-Offenhauser      | 197  | +3 Giri             | 13      |       |
| 16  | 81 | Eddie Johnson     | Trevis-Offenhauser       | 193  | +7 Giri             | 24      |       |
| 17  | 26 | Bill Vukovich     | Kurtis Kraft-Offenhauser | 191  | Sterzo              | 8       | 1     |
| 18  | 16 | Chuck Stevenson   | Kurtis Kraft-Offenhauser | 187  | +13 Giri            | 11      |       |
| 19  | 2  | Henry Banks       | Lesovsky-Offenhauser     | 184  | +16 Giri            | 12      |       |
| 20  | 8  | Manny Ayulo       | Lesovsky-Offenhauser     | 184  | +16 Giri            | 28      |       |
| 21  | 31 | Johnny McDowell   | Kurtis Kraft-Offenhauser | 182  | +18 Giri            | 33      |       |
| 22  | 48 | Spider Webb       | Bromme-Offenhauser       | 162  | Perdita d'olio      | 29      |       |
| 23  | 34 | Rodger Ward       | Kurtis Kraft-Offenhauser | 130  | Pressione dell'olio | 22      |       |
| 24  | 27 | Tony Bettenhausen | Deidt-Offenhauser        | 93   | Pressione dell'olio | 30      |       |
| 25  | 36 | Duke Nalon        | Kurtis Kraft-Novi        | 84   | Compressore         | 4       |       |
| 26  | 73 | Bob Sweikert      | Kurtis Kraft-Offenhauser | 77   | Differenziale       | 32      |       |
| 27  | 28 | Fred Agabashian   | Kurtis Kraft-Cummins     | 71   | Compressore         | 1       |       |
| 28  | 67 | Gene Hartley      | Kurtis Kraft-Offenhauser | 65   | Scarico             | 18      |       |
| 29  | 93 | Bob Scott         | Kurtis Kraft-Offenhauser | 49   | Trasmissione        | 25      |       |
| 30  | 21 | Chet Miller       | Kurtis Kraft-Novi        | 41   | Compressore         | 27      |       |
| 31  | 12 | Alberto Ascari    | Ferrari                  | 40   | Ruota               | 19      |       |
| 32  | 55 | Bobby Ball        | Stevens-Offenhauser      | 34   | Cambio              | 17      |       |
| 33  | 9  | Andy Linden       | Kurtis Kraft-Offenhauser | 20   | Pompa dell'olio     | 2       |       |

Bill Vukovich riceve un punto per aver segnato il giro più veloce della gara.